# WCW Backstage Assault
WCW Backstage Assault è un videogioco sul wrestling professionistico uscito nel 2000 su PlayStation e Nintendo 64, pubblicato da Electronic Arts. Ad oggi, il gioco ha venduto solo 200 000 copie.

## Caratteristiche
Backstage Assault è molto diverso a confronto degli altri giochi di wrestling. Qualsiasi videogioco di wrestling usava le aree dietro le quinte come location ausiliari, invece in questo gioco sono usate come vere e proprie arene ufficiali, eliminando così il concetto di ring.

## Modalità di gioco
La modalità di gioco più importante di questo gioco è sicuramente la Hardcore Challenge. La sfida consiste nel sconfiggere tutti gli avversari prima di arrivare a sfidare il campione. Durante il gioco, i giocatori possono sbloccare vari lottatori, arene e mosse da usare quando si crea un lottatore. Dopo aver conquistato il titolo, il giocatore non può difendere il titolo appena vinto.

## Roster
| WCW SuperStars | Personaggi custom (personalizzabili)                                  | SuperStars Sbloccabili |
| --- | --------------------------------------------------------------------- | --- |
| Asya Bam Bam Bigelow Big Vito Bill Goldberg Booker T Cpl. Cajun David Flair Diamond Dallas Page Disco Inferno Doug Dillinger Hulk Hogan Jeff Jarrett Jimmy Hart Kevin Nash Konnan Major Gunns Mona Ric Flair Scott Steiner Sarge Sgt. A.W.O.L. Sid Vicious Stevie Ray Sting Torrie Wilson | Punker Biker Girl Shoot Fighter Femme Fatale Southern Thunder Warlock | Billy Kidman Brian Adams Brian Clarke Bret Hart Buff Bagwell Chris Candido Chris Kanyon Daffney Unger Crowbar Don Harris Eric Bischoff Evan Karagias Hugh Morris Johnny Stamboli Kimberly Lance Storm La Parka Lex Luger Lt. Loco Madusa Mike Awesome Miss Elizabeth Ms. Hancock Norman Smiley Rey Mysterio Ron Harris Scott Hall Shane Douglas Shane Helms Shannon Moore Tank Abbott Vampiro Vince Russo |

## Arene
- Piazzale dei Camion
- Baia di Carico
- Spogliatoio
- Bagno
- Blocco
- Camera Verde
- Garage

## Accoglienza
| Testata                        | Versione | Giudizio |
| ------------------------------ | -------- | -------- |
| Metacritic (media al 1-3-2015) | N64      | 48/100   |
| Metacritic (media al 1-3-2015) | PS       | 40/100   |
| EGM                            | PS       | 3.5/10   |
| Game Informer                  | N64      | 4/10     |
| Game Informer                  | PS       | 3/10     |
| GamePro                        | PS       | 3.5/5    |
| GameSpot                       | N64      | 5.1/10   |
| GameSpot                       | PS       | 5.1/10   |
| GameZone                       | N64      | 9/10     |
| GameZone                       | PS       | 9/10     |
| IGN                            | N64      | 4/10     |
| IGN                            | PS       | 2/10     |
| Nintendo Power                 | N64      | 6.2/10   |
| OPM (USA)                      | PS       | 2/5      |
| PSM                            | PS       | 6/10     |

WCW Backstage Assault ha ricevuto un'accoglienza generalmente poco favorevole stando alle recensioni aggregate del sito di Metacritic.